# Biblioteca Saavedra Fajardo
La Biblioteca Saavedra Fajardo de Pensamiento Político Hispánico (BSF)  es un portal en línea con documentación sobre las fuentes y la historia del pensamiento político hispánico. Es totalmente accesible y gratuito. Atiende al estudio de las fuentes hispánicas y a la producción filosófica en español. Su vocación abierta (en línea) pretende facilitar el acceso y difusión de la documentación y ser una herramienta de investigación abierta, cómoda, ágil e integrada de pensamiento en español. Con la BSF cooperan un amplio grupo de investigadores de otras universidades.

## BSF - Biblioteca Saavedra Fajardo

### Creación y soporte económico
La Biblioteca Saavadra Fajardo fue creada en 2001 en la Universidad de Murcia, y desde 2013 forma parte de la Facultad de Filosofía de la Universidad Complutense de Madrid.
La BSF a lo largo de su historia ha sido financiada por el Ministerio de Ciencia e Innovación, la Fundación Séneca, Agencia de Ciencia y Tecnología de la Región de Murcia, y por la Facultad de Filosofía de la Universidad Complutense de Madrid. Los servicios de este portal son gratuitos y no tienen financiación privada. La BSF se ha concebido como un servicio público a los investigadores de todo el mundo en temas hispánicos.

### Secciones
Consta de cuatro secciones: Biblioteca, Hemeroteca, Centro de Documentación Díaz-Abad y Tribuna. 

### Dirección
El director de la BSF es José Luis Villacañas, profesor, filósofo político, historiador de la filosofía e historiador de las ideas políticas y el subdirector de la Biblioteca es Antonio Rivera García.